# Edoardo Bortolotti
Edoardo Bortolotti (Gavardo, 8 gennaio 1970 – Gavardo, 2 settembre 1995) è stato un calciatore italiano, di ruolo difensore.

## Carriera
Promettente terzino cresciuto nella Voluntas, una società satellite del Brescia, insieme a Eugenio Corini e Luca Luzardi. Giocò con le rondinelle dal 1987 al 1993 in Serie A ed in Serie B, con un intermezzo in prestito a Trento in Serie C1.
Nel 1990, dopo aver firmato un contratto da 200 milioni di lire annui con il Brescia ed avere collezionato quattro presenze nella Under 21 di Cesare Maldini, entrò nel mirino dei dirigenti della Roma intenzionati a portarlo nella capitale, ma il 13 gennaio 1991, in uno scontro con il centravanti Roberto Paci della Lucchese, Bortolotti si fratturò il perone e fu costretto ad un lungo stop.
In quel periodo di depressione avvenne l'incontro con la cocaina. Il 28 aprile 1991 tornò in panchina contro il Modena, non scese in campo, ma scelto per l'analisi antidoping, venne trovato positivo e squalificato per 15 mesi, poi ridotti a 12; una sentenza dalla quale non si sarebbe più ripreso. Il Brescia gli rescisse il contratto, salvo poi tornare sui suoi passi e farlo allenare con la squadra.
L'anno dopo fu acquistato dal Palazzolo, in Serie C1, dove rimase pochi mesi, per poi tornare a giocare nella squadra del suo paese, il Gavardo. Dopo un paio di partite, all'età di ventiquattro anni, chiuse definitivamente con il calcio.
Il 2 settembre 1995 si tolse la vita all'età di 25 anni buttandosi dal balcone della sua camera da letto, al terzo piano.

## Statistiche

### Presenze e reti nei club
| Stagione        | Squadra         | Campionato      | Campionato | Campionato | Coppe nazionali | Coppe nazionali | Coppe nazionali | Coppe continentali | Coppe continentali | Coppe continentali | Altre coppe | Altre coppe | Altre coppe | Totale | Totale |
| Stagione        | Squadra         | Comp            | Pres       | Reti       | Comp            | Pres            | Reti            | Comp               | Pres               | Reti               | Comp        | Pres        | Reti        | Pres   | Reti   |
| --------------- | --------------- | --------------- | ---------- | ---------- | --------------- | --------------- | --------------- | ------------------ | ------------------ | ------------------ | ----------- | ----------- | ----------- | ------ | ------ |
| 1986-1987       | Brescia         | A               | 0          | 0          | CI              | 3               | 0               | -                  | -                  | -                  | -           | -           | -           | 3      | 0      |
| 1987-1988       | Brescia         | B               | 5          | 0          | CI              | 1               | 0               | -                  | -                  | -                  | -           | -           | -           | 6      | 0      |
| 1988-1989       | Trento          | C1              | 28         | 1          | CI-C            | ?               | ?               | -                  | -                  | -                  | -           | -           | -           | 28+    | 1+     |
| 1989-1990       | Brescia         | B               | 30         | 0          | CI              | 1               | 0               | -                  | -                  | -                  | -           | -           | -           | 31     | 0      |
| 1990-1991       | Brescia         | B               | 14         | 0          | CI              | 3               | 0               | -                  | -                  | -                  | -           | -           | -           | 16     | 0      |
| 1991-1992       | Brescia         | B               | 1          | 0          | CI              | 0               | 0               | -                  | -                  | -                  | -           | -           | -           | 1      | 0      |
| 1992-1993       | Brescia         | A               | 11         | 0          | CI              | 0               | 0               | -                  | -                  | -                  | -           | -           | -           | 11     | 0      |
| Totale Brescia  | Totale Brescia  | Totale Brescia  | 61         | 0          |                 | 8               | 0               |                    | -                  | -                  |             | -           | -           | 69     | 0      |
| 1993-1994       | Palazzolo       | C1              | 4          | 0          | CI-C            | ?               | ?               | -                  | -                  | -                  | -           | -           | -           | 4+     | 0+     |
| Totale carriera | Totale carriera | Totale carriera | 93         | 1          |                 | 8+              | 0+              |                    | -                  | -                  |             | -           | -           | 101+   | 1+     |

### Cronologia presenze e reti in nazionale(Under-21)[4]
| Cronologia completa delle presenze e delle reti in nazionale ― Italia under 21 | Cronologia completa delle presenze e delle reti in nazionale ― Italia under 21 | Cronologia completa delle presenze e delle reti in nazionale ― Italia under 21 | Cronologia completa delle presenze e delle reti in nazionale ― Italia under 21 | Cronologia completa delle presenze e delle reti in nazionale ― Italia under 21 | Cronologia completa delle presenze e delle reti in nazionale ― Italia under 21 | Cronologia completa delle presenze e delle reti in nazionale ― Italia under 21 | Cronologia completa delle presenze e delle reti in nazionale ― Italia under 21 |
| Data                                                                           | Città                                                                          | In casa                                                                        | Risultato                                                                      | Ospiti                                                                         | Competizione                                                                   | Reti                                                                           | Note                                                                           |
| ------------------------------------------------------------------------------ | ------------------------------------------------------------------------------ | ------------------------------------------------------------------------------ | ------------------------------------------------------------------------------ | ------------------------------------------------------------------------------ | ------------------------------------------------------------------------------ | ------------------------------------------------------------------------------ | ------------------------------------------------------------------------------ |
| 20-12-1989                                                                     | Valencia                                                                       | Spagna under 21                                                                | 1 – 0                                                                          | Italia under 21                                                                | Amichevole                                                                     | -                                                                              |                                                                                |
| 16-5-1990                                                                      | Lucca                                                                          | Italia under 21                                                                | 1 – 0                                                                          | Cipro under 21                                                                 | Amichevole                                                                     | -                                                                              |                                                                                |
| 26-9-1990                                                                      | Reggio Calabria                                                                | Italia under 21                                                                | 1 – 0                                                                          | Paesi Bassi under 21                                                           | Amichevole                                                                     | -                                                                              |                                                                                |
| 18-10-1990                                                                     | Ferrara                                                                        | Italia under 21                                                                | 1 – 0                                                                          | Ungheria under 21                                                              | Qual. Europeo Under-21 1992                                                    | -                                                                              |                                                                                |
| Totale                                                                         |                                                                                | Presenze                                                                       | 4                                                                              |                                                                                | Reti                                                                           | 0                                                                              |                                                                                |

## Palmarès

### Competizioni nazionali
- Campionato italiano di Serie B: 1

Brescia: 1991-1992